# Арадаш
Арадаш (порт. Aradas)  —  район (фрегезия) в Португалии,  входит в округ Авейру. Является составной частью муниципалитета  Авейру. Находится в составе крупной городской агломерации Большое Авейру. По старому административному делению входил в провинцию Бейра-Литорал. Входит в экономико-статистический  субрегион Байшу-Воуга, который входит в Центральный регион. Население составляет 7628 человек. Занимает площадь 9,03 км².
Покровителем района считается Апостол Пётр (порт. São Pedro).